# Božidar Orešković
Božidar Orešković (Zagreb, 21. kolovoza 1942. – Kozjača kod Velike Gorice, 9. srpnja 2010.) bio je hrvatski kazališni, televizijski i filmski glumac. Diplomirao je glumu na Akademiji za kazališnu umjetnost u Zagrebu. Iako ga publika pamti i kao filmskog, televizijskog i radijskog glumca, on je od samih početaka bio vezan za scenu Hrvatskog narodnog kazališta gdje je kao prvak drame ostvario niz vrlo zapaženih karakternih uloga, predajući svoje obličje i duševnoosjećajni ustroj likovima Williamsa, Shakespearea, Držića, Ibsena, Lorce, Sartrea, Krleže, Marinkovića, Dostojevskog, Shudrake, Millera, Begovića...

## Filmografija

### Televizijske uloge
- "Kapelski kresovi" kao Riđan (1974.)
- "Punom parom" kao Drago (1978.)
- "Mačak pod šljemom" kao Brico (1978.)
- "Baza na Dunavu" kao Bata (1981.)
- "Inspektor Vinko" kao Klempo (1984. – 1985.)
- "Priče iz fabrike" kao Braco Kovačić (1985.)
- "Vuk Karadžić" kao Ignjat Brlić (1988.)
- "Ptice nebeske" kao Lukas (1989.)
- "Ako Boga nema" kao Ivan Karamazov (2004.)
- "Milijun eura" kao natjecatelj (2005.)
- "Bitange i princeze" kao gdin. Grobnik (2005.)
- "Obični ljudi" kao Gustav Sova #1 (2007.)
- "Urota" kao Ministar unutarnjih poslova (2007.)
- "Dobre namjere" kao Tomislav Deverić (2007. – 2008.)
- "Ponos Ratkajevih" kao Otto Wieser (2007. – 2008.)
- "Bibin svijet" kao gdin. Posilović (2008.)
- "Sve će biti dobro" kao Branko Macanović (2008. – 2009.)
- "Mamutica" kao Pero Matišić (2010.)
- "Sindrom Halla" kao Milivoj Dežman (arhivska snimka izgubljenog filma Zagrebačka ljubavna priča) (2017.)

### Filmske uloge
- "Ožiljak" kao Marko (1969.)
- "Divlji anđeli" kao Klej (1969.)
- "Pucanj" (1970.)
- "Kratka noć" (1970.)
- "Izjava" kao Tomo Jurišić (1976.)
- "Tri jablana" kao Tomo (1976.)
- "Pucanj" kao Tomo Bradić (1977.)
- "Trofej" kao Stanko (1978.)
- "Pjesma od rastanka" kao Stjepo (1979.)
- "Dva sanduka dinamita" (1980.)
- "Sitne igre" (1981.)
- "Ucjena" (1982.)
- "Slike iz života jednog šalabahtera" (1987.)
- "Orao" kao Dražen (1990.)
- "Krhotine – Kronika jednog nestajanja" kao Tomo Livaja (1991.)
- "Gospa" kao policajac (1994.)
- "Noć za slušanje" kao Boris (1995.)
- "Kako je počeo rat na mom otoku" kao Boris Bašić (1996.)
- "Zagorje, dvorci" (1997.)
- "Novogodišnja pljačka" kao Vinko Novak (1997.)
- "Zavaravanje" (1998.)
- "Četverored" kao Gedža (1999.)
- "Je li jasno, prijatelju?" kao Davor (2000.)
- "Kraljica noći" kao dr. Primorac (2001.)
- "Konjanik" kao zapovjednik (2003.)
- "Slučajna suputnica" kao Mrazović (2004.)
- "Snivaj zlato moje" kao Bačani (2005.)
- "Volim te" kao Krešin otac (2005.)
- "Crveno i crno" kao Felix (2006.)
- "Živi i mrtvi" kao zapovjednik (2007.)

## Vanjske poveznice
- Božidar Orešković u internetskoj bazi filmova IMDb-u (engl.)